# 中州 (中原)
中州是中国的古地区名，指中原、中土，现常代指河南省。
《三国志》“吴书·全琮传”记载“是时中州士人，避乱而南依琮者以百数”。晋朝桓温所写的《平洛表》中有“今中州即平，宜时绥定”的话。